# William of Newburgh

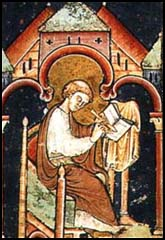
William of Newburgh

William of Newburgh, auch William of Newbury, Guilelmus Neubrigensis, Wilhelmus Neubrigensis, Willelmus de Novoburgo und William Parvus (* etwa 1136; † etwa 1198) war ein englischer Regularkanoniker und Autor. Er verfasste das Werk Historia rerum Anglicarum, das die englische Geschichte zwischen 1066 und 1198 beschreibt.